# John Bercow
John Bercow teljes nevén: John Simon Bercow (Edgware, Barnet kerület, 1963. január 19. –) brit politikus, 2009-től 2019-ig az Egyesült Királyság képviselőházának elnöke (Speaker of the House of Commons). Különösen a Brexittel kapcsolatos parlamenti vitákban való szereplései közfigyelmet keltettek az Egyesült Királyságon túl is.

## Életpályája
Bercow az essexi egyetemet végezte el.  2002-ben vette feleségül Sally Illmant (a házasságban Sally Bercow). Három gyermekük van.

A Bercow család címere

2009-ben választották parlamenti képviselővé a Konzervatív Párt színeiben. Miután 2009 júniusában a  képviselőház elnökévé választották, párttisztségéről lemondott.

## Házelnökként
Bercow házelnöki tevékenységét általában tisztelet övezte, bár a Brexit-párti konzervatívok időnként elfogultsággal vádolták Nagy-Britannia EU-kilépésével szemben.
2019. március 18-án John Bercow, mint a brit  alsóház elnöke, nyilatkozatot olvasott fel a Háznak, amelyben kifejtette, hogy ellentétes lenne a brit parlamenti szokásjoggal, ha a március 12-én elutasított javaslatot ismét szavazásra bocsátná, hacsak nem történik  lényegi változtatás a javaslatban.
2019. szeptember 9-én bejelentette október 31-i hatályú lemondását. Döntését indokolva Bercow hangsúlyozta a parlament tekintélyének fontosságát.

### Sajtócikkek
- Profile: Commons Speaker, John Bercow, David Hencke, The Guardian, 22 June 2009
- The John Bercow story, Brian Wheeler, BBC News, 24 June 2009
- Getting the House in order Archiválva 2011. augusztus 11-i dátummal a Wayback Machine-ben, James Macintyre, Prospect magazine, 20 July 2011
- Boris Johnson told off by Speaker for 'sexism', BBC News, 27 March 2018
- 24.hu (2019. okt. 31.)